# Hüvelyfenékbélyeg

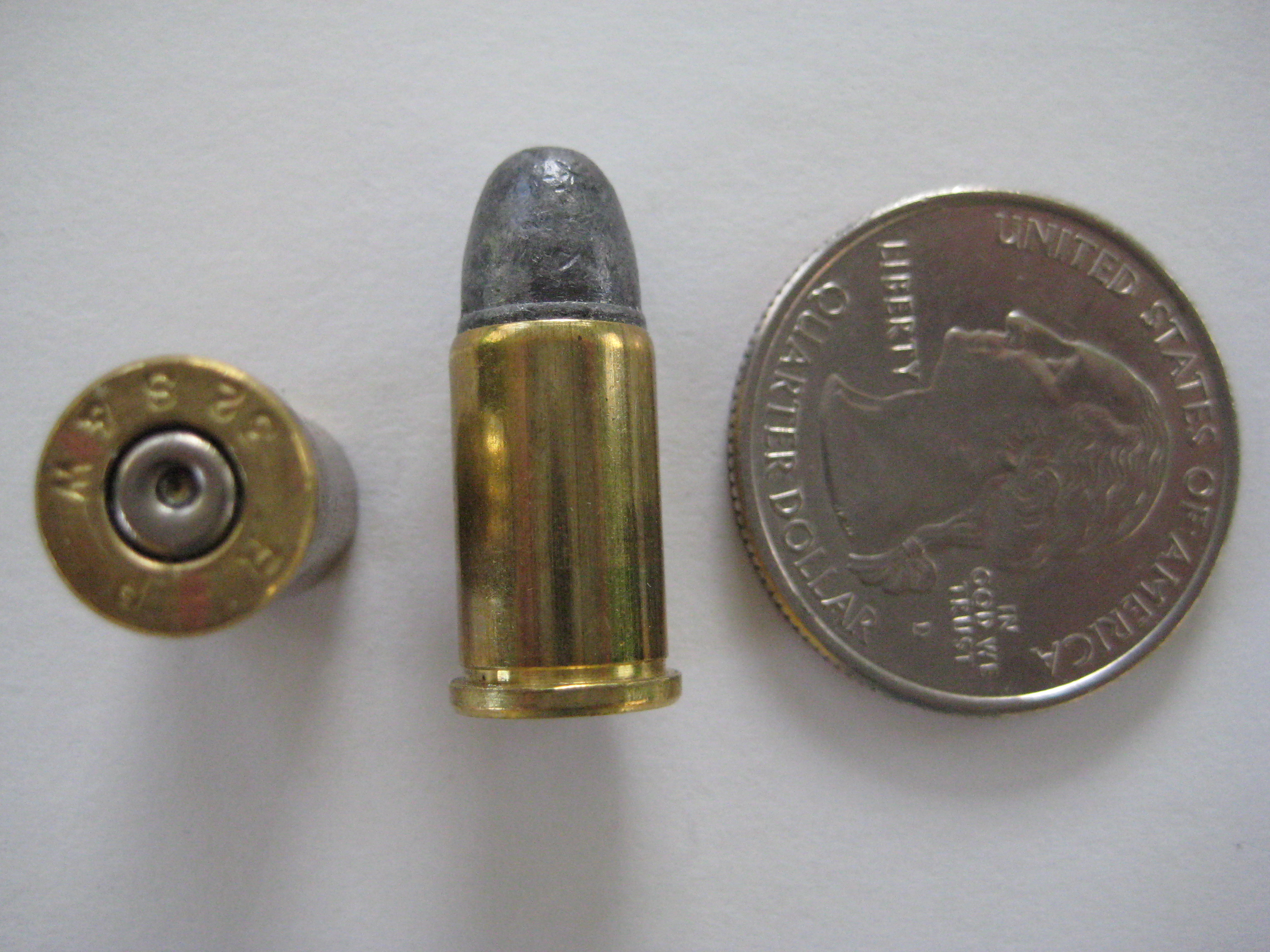
Egy .32 S&W töltényhüvely (balra) hüvelyfenékbélyege és a pisztolylőszer

A hüvelyfenékbélyeg (rövidítve hfb.) a töltényhüvelytalp alsó felületére préselt, betűkből, ábrákból és (vagy csak) számokból álló jelzéscsoport neve, amely a tölténygyártó vállalat egyéni azonosító jelzéseit tartalmazza, az adott korhoz és országhoz köthető azonosító rendszerben, teljesen egyedi jelleggel. A fenékbélyeg alapján az adott töltény típusa és gyártója pontosan beazonosítható, ha ismert az azonosító rendszer. Rendszerint a polgári és a katonai töltények azonosítói eltérnek, előbbieknél a gyártót betűk és ábrák, míg utóbbi esetben rendszerint csak számsorozatok jelölik (rejtik), koronként eltérően. A bélyeg megjelenése a 19. század második felének közepétől datálható, mikor is a fémanyagú töltényhüvelyeket gyártásba vették a hátul tölthető csöves tűzfegyverekben (kézi-, közepes és nehézfegyverek). Nagy űrméretű töltények csappantyúinak (csappantyúscsavar) talpait is fenékbélyeggel látják el hasonló, azonosító célból.

## Külső hivatkozások
- A Cartridge Collector's szószedete Archiválva 2007. május 19-i dátummal a Wayback Machine-ben
- Az Igman Ammo gyártó fenékbélyegkód-gyűjteménye
- A Roncskutatás fóruma
- A Wiking-kutatóműhely fóruma[halott link]